# 14-й гусарський полк (Австро-Угорщина)
14-ий гусарський полк — полк цісарсько-королівської кавалерії Австро-Угорщини.
Повна назва: K.u.k. Husaren-Regiment «Wilhelm Kronprinz des Deutschen Reiches und Kronprinz von Preußen» Nr. 13 

Дата утворення — 1859.

Почесний шеф — Д.Колошварі, угорський політик, генерал, міністр оборони Австро-Угорщини у 1903 році.

## Склад полку
Набір рекрутів — з 1889 року Темешвар.
Національний склад полку (липень 1914) — 92% угорців та 8% інших.
Мови полку (1914) — угорська.

## Інформація про дислокацію
- 1859 Енс
- 1860 Вельс und Грос-Енцерсдорф
- 1863-66 Ланцут
- 1866 Бад Радкерсбург
- 1868 Марібор
- 1871 Орадя
- 1872 Арад
- 1888 Михайлівці
- 1892 Ньїредьгаза
- 1894 Чернівці]

### Перша світова
- 1914 рік — гарнізон містаНьїредьгаза[3] .
.
- 1914 — входить до складу VI корпусу, 1 кавалерійська дивізія, 6 Бригада кавалерії

## Командири полку
- 1865: Олівєр Валлі на Карімейні[4]
- 1879: Еміль фон Варґа[5]
- 1908: Йоханн Калєр[6]
- 1914: Ахатіус Надь де Перемартон[7]